# СИЗО-2 (Таганрог)
Таганрогское СИЗО-2 (официальное название: ФКУ СИЗО-2 ГУФСИН России по Ростовской области) — российский следственный изолятор. Построен в XIX столетии, использовался как следственный изолятор для подростков, но в 2022 году СИЗО-2 было превращено в пыточную тюрьму, где преимущественно содержатся украинские военнопленные и гражданские лица. Согласно журналистским расследованиям, СИЗО-2 — одна из наиболее жестоких тюрем, где ежедневно происходят пытки, а заключённых морят голодом.
Камеры в СИЗО-2 переполнены, за заключёнными постоянно идёт слежка. Также там имеются специально выделенные пыточные комнаты, где задержанных допрашивают и вынуждают подписывать ложные признания, оговаривающие себя и других. У заключённых нет связи с людьми вне СИЗО, у подавляющего большинства нет адвокатов, так как последних не пускают внутрь учреждения.
Несколько заключённых погибли в СИЗО-2, включая украинскую журналистку Викторию Рощину.

## Учреждение
Таганрог расположен на юго-западе России, в 40 км от него пролегает российско-украинская граница. Адрес СИЗО-2 — улица Ленина, 175; это окружённый стеной комплекс зданий с металлическими воротами и тремя смотровыми вышками, а по всем стенам проложена колючая проволока. СИЗО-2 было построено в 1808 году как воспитательная колония, и до 2022 в нём содержались подростки и матери с маленькими детьми. После начала полномасштабного вторжения в Украину в 2022 году СИЗО-2 превратили в пыточную тюрьму для украинцев, одно из по крайней мере 30 подобных учреждений.
После того, как Мариуполь был взят российской армией в мае 2022 года, нескольких известных защитников Мариуполя перевезли в СИЗО-2, включая солдат из «Азова». Спутниковые снимки показывают, что летом того года в СИЗО-2 прошёл ремонт, в частности, там была установлена новая стальная крыша.
Нынешняя вместимость СИЗО-2 неизвестна; до 2022 года там могло содержаться до 400 человек, но журналистский расследовательский проект Viktoriia Project на основании анализа спутниковой фотосъёмки и объёма заказов на продукты питания заключил, что в действительности там находится значительно больше людей.
Камеры в СИЗО-2 имеют размер 3 × 5 метров, в каждой содержится 3—5 человек. В каждой камере стоят двухъярусные или обычные кровати, стол и портрет Путина. В дверях камер имеется глазок, и иногда заключённым приказывают продолжительное время находиться в пределах зоны видимости тюремщиков. Как правило, арестантам запрещено сидеть или лежать днём, за этим следят через глазки и камеры, установленные внутри камер. В камерах никогда не выключают свет.
В СИЗО-2 имеются специальные камеры пыток, в которых нет мебели, кроме пыточных устройств.
Все заключённые должны встать в 6 утра и убрать в камере; в 7 или 7:30 проходит утренняя поверка, затем выдают завтрак, а с 8 утра начинаются допросы. Некоторых арестантов раз в неделю заставляют выбежать во двор и тут же вернуться.

## Заключённые
Многие заключённые СИЗО-2 — гражданские лица; многих из них удерживают без предъявления обвинений и не позволяют им контактировать с людьми вне тюрьмы. Они не могут получать письма или посылки, в том числе заказанные для них родственниками. Правозащитник Владимир Жбанков так прокомментировал отсутствие юридических оснований для удержания людей в учреждениях типа СИЗО-2: «даже в сталинские времена всегда были обвинения». Согласно пресс-секретарю Управления Верховного комиссара ООН по правам человека Крису Яновски, содержание военнопленных в обычной тюрьме является нарушением международного гуманитарного права. Иногда родственникам заключённых сообщают о факте ареста, но не говорят название места содержания; они узнают об этом из сообщений бывших заключённых, сидевших в той же камере.
Медиазона сообщает, что СИЗО-2 было закрыто для посещений в мае 2022 года, после прибытия первых украинцев. Согласно Viktoriia Project, большинство адвокатов не могут попасть в СИЗО-2; если они пытаются войти туда, чтобы представлять кого-то из заключёных, им показывают письменный отказ этого заключённого от адвоката. Редкие адвокаты, попадающие внутрь, сообщают о сильном стрессе из-за страха за себя и из-за крайне плачевного вида заключённых. Когда Григорий Синченко, один из украинцев-арестантов СИЗО-2, сообщил по видеосвязи во время судебного заседания, что не знает, где находится, и что его ежедневно избивают тюремщики, связь немедленно прервалась.
В 2024 году правозащитная организация Мемориал сообщила, что вместе с украинцами в СИЗО-2 содержатся заключённые из Чечни и Дагестана.
Журналистку Викторию Рощину привезли в СИЗО-2 в 2023 году; она умерла в его стенах в 2024 году после продолжительных пыток. Когда Россия передала Украине тело Рощиной, у него отсутствовали некоторые органы, включая глазные яблоки и мозг, что, вероятно, было сделано, чтобы скрыть причину смерти.

## Пытки
Бывшие заключённые СИЗО-2 описывают его как одну из наиболее жестоких тюрем России, где тюремщики ежедневно избивают заключённых. Все известные люди, содержавшиеся в СИЗО-2, сообщают, что их пытали. Согласно Viktoriia Project, весной 2022 года работники ФСИН получили разрешение применять неограниченное насилие в отношении арестантов. Правозащитник Олег Орлов заявил, что, хотя насильственные исчезновения диссидентов применялись в России и раньше, масштаб и интенсивность пыток в Таганроге огромны даже по российским стандартам. Из-за систематических пыток, санкционированных властями, СИЗО-2 называют «российским Гуантанамо».
СИЗО-2 — один из многих центров временного содержания украинцев, заключённых в которых часто пытают; согласно Элис Эдвардс, специальной докладчице ООН по пыткам, военные пытки в России являются частью системы и санкционированы высокопоставленными чиновниками, включая «случаи жестоких пыток, включая имитацию казней, все виды избиений, пытки электрическим током, приложенным к ушам, гениталиям и другим частям тела, пытки водой, угрозы изнасилованием, сами изнасилования и сексуализированное насилие»
Заключённых начинают избивать сразу после прибытия в СИЗО; это называется «приёмкой». Тюремщики в балаклавах постоянно применяют физическое и психологическое насилие; во время двухразовой ежедневной проверки арестантов заставляют стоять лицом к стене с расставленными ногами и терпеть избиения, электрические разряды тазеров и удушение. Скрывающие свои лица оперативники пытают их во время допросов. Заключённых пытают агенты ФСБ и спецподразделений ФСИН; после пыток их заставляют подписывать ложные признания, используемые затем против них в суде. Все тюремщики закрывают лица и используют позывные вместо имён. Сотрудники СИЗО-2 — местные жители, а оперативники ФСИН приезжают в СИЗО-2 из других городов и меняются каждые несколько недель.
Арестанты, демонстрирующие любые виды украинского патриотизма (например, имеют татуировки с национальными символами или разговаривают по-украински), либо сопротивляющиеся тюремщикам, получают ещё более экстремальные пытки, включая избиения в подвешенном виде вниз головой и утопление в чане с водой. Другие методы пыток включают ограничение подвижности, пытки электричеством (звонок Путину, электрический стул), пытка неудобной позой, изнасилование, а также психологическое насилие, в частности, принудительное оголение, угрозы изнасилованием и другие. Заключённым-мусульманам запрещено молиться и использовать любые слова, связанные с исламом. Если арестант теряет сознание во время пыток, ему дают нюхать нашатырный спирт, а затем продолжают пытки. Прошедшие СИЗО-2 люди сообщают, что постоянно слышали крики тех, кого пытали в других помещениях, и это было одним из самых тяжёлых аспектов заключения.
Бывшие заключённые утверждают, что им запрещалось смеяться и улыбаться, их заставляли учить российские патриотические стихи и песни, а также гимн России. Людей в СИЗО-2 содержат в постоянной близости голодной смерти: они получают еду лишь раз в день, и она представляет собой несколько ложек водянистого супа или макарон, иногда с плесенью или плавающими в пище тараканами. Доступ к воде часто ограничивают или запрещают; вода из-под крана имеет зеленоватый цвет и неприятный запах. Заключённые СИЗО-2 сильно теряют вес.
Бывшие арестанты сообщают, что в СИЗО-2 не оказывается медицинская помощь, а присутствующая там парамедик звонит в скорую лишь в особо серьёзных случаях, однако прибытия врачей можно ждать несколько часов или даже сутки. Как минимум 15 заключённых умерли в СИЗО-2: некоторые от пыток, включая во время «приёмки», а другие совершили самоубийство.
В начале 2025 года сообщалось, что условия в СИЗО-2 несколько улучшились. Отправку в Таганрог используют для запугивания военнопленных и других заключённых.

## Администрация
Главы СИЗО-2:
- ?—2022: Геннадий Боднар
- с 2022: подполковник[5] Александр Штода

Журналисты Viktoriia Project нашли контактные данные нескольких десятков нынешних и бывших работников СИЗО-2 в 2005 году, включая Штоду, но все, кроме двоих, либо не ответили на запросы, либо отрицали, что работают там. Двое остальных сказали, что являются сотрудниками СИЗО-2, но отрицали, что условия содержания там не соответствуют законам.

### Комментарии
1. ↑  (англ. serious cases of torture, including mock executions, all types of beatings, electricity being applied to ears and genitals and other parts of the body, waterboarding, as well as threats and actual rapes and sexual violence)

### Сноски
1. ↑  Штода Александр Александрович. russian-torturers.
2. 1 2 3 4 5 6 7 8 9 10 11 12 13 14 15 16 17  Brown, 2025.
3. 1 2 3 4 5 6 7 8 9 10  Bachega, 2023.
4. 1 2 3 4 5 6 7 8 9  Grynszpan, 2025.
5. 1 2 3 4 5 6 7 8 9 10 11 12 13 14 15 16  Васильев, 2025.
6. 1 2 3 4  Vénétitay, 2025.
7. 1 2 3 4 5 6 7 8 9 10 11 12 13 14 15 16 17 18 19 20 21 22 23 24 25 26 27  Ganguly, 2025.
8. 1 2 3 4 5 6  Михальченко, 2024.
9. 1 2 3 4 5 6  Rueckert, 2025.
10. 1 2 3 4 5 6  Uzhvak, 2025.
11. 1 2 3  MHRDC, 2024.
12. ↑  Керівник СІЗО в РФ, де катували Рощину, отримав підозру (укр.). Deutsche Welle.
13. ↑  Киев: Приказ о пытках Рощиной отдал начальник СИЗО Таганрога. Deutsche Welle.
14. 1 2 3  Zakharchenko, 2024.
15. ↑  Украинцы в плену: в ЕП показали фильм о лагерях террора в РФ. Deutsche Welle.